# Tule vapiti
A Tule vapiti (Cervus canadensis nannodes) az emlősök (Mammalia) osztályának párosujjú patások (Artiodactyla) rendjébe, ezen belül a szarvasfélék (Cervidae) családjába tartozó vapiti (Cervus canadensis) egyik észak-amerikai alfaja.

## További információk

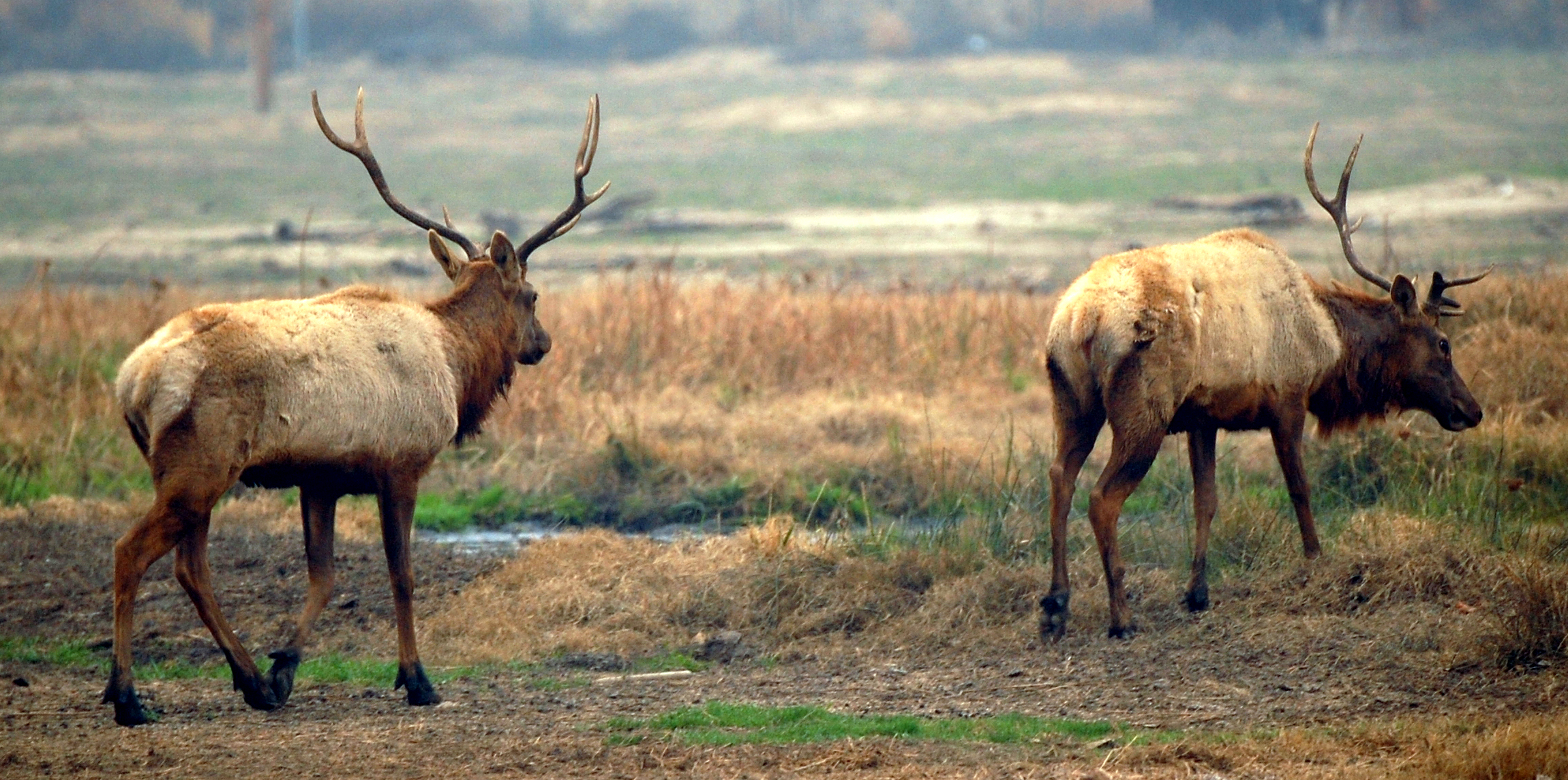
Tule vapiti bikák

## Előfordulása
A Tule vapiti Kalifornia területén fordul elő. Korábban nagy csordái éltek Kalifornia nyílt füves pusztáin és erdeiben, de a vadászat miatt majdnem kihalt. 1895-ben már csak 28 Tule vapiti maradt. Már nem élne egyetlen egyede sem, ha Henry Miller kaliforniai szarvasmarhatenyésztő nem tart meg egy kisebb csordát birtokán. Az 1970-es évektől az állatok száma nőni kezdett. 2009-ben már több, mint 4000 Tule-vapiti él. Tule vapitival lehet találkozni Carrizo Plainnél, Point Reyesnél és Owens Valley egyes részein, Lone Pinetól Bishopig.

## Megjelenése
Az észak-amerikai vapiti alfajok közül ez a legkisebb termetű alfaj; a felnőtt bikák általában 203-249 kilogrammosak, míg a suták csak 169-192 kilogrammosak. A borjak hasonlóan sok más szarvasfaj borjához fehéren pettyezett barna bundával jönnek világra.